# Вторая Чехословацкая республика
Чехоcловацкая Республика (Чехо-Словакия; чеш. и словац. Česko-Slovenská Republika) — существовавшее в течение непродолжительного времени государство, возникшее после оккупации Судетской области нацистской Германией, была конституционной республикой и федеративным государством, включающим Чехию, Словакию и Карпатскую Украину.

## История

Языковая карта Первой Чехословацкой республики

Расчленение Чехословакии.
1. Аннексия Судет нацистской Германией (1—10 октября 1938 г.).
2. Заользье с Чески-Тешином оккупировано Польшей (1—2 октября 1938 г.).
3. Районы с венгерским большинством переданы Венгрии в соответствии с Первым Венским арбитражем (2 ноября 1938 г.).
4. Словакия объявляет о своей независимости — де-факто становясь клиентским государством Германии (14 марта 1939 г.)
5. На следующий день всю остальную Чехию (уже также оккупированную к этому моменту немцами) Гитлер объявляет протекторатом Германии (15 марта 1939 г.).
6. Подкарпатская Русь оккупирована Венгрией (16—23 марта 1939 г.).

### Мюнхенское соглашение
30 сентября 1938 года было подписано Мюнхенское соглашение, согласно которому нацистской Германии передавалась Судетская область, где проживало немецкое национальное меньшинство (судетские немцы). Кроме того, Чехословакия 1 октября 1938 года лишилась Заользья, где проживало польское население, оккупированного Второй Речью Посполитой. В ноябре Венгрия согласно решению Первого Венского арбитража оккупировала Южную Словакию и юг Карпатской Руси с Ужгородом и Мукачево, где проживало венгерское меньшинство.
Таким образом, Мюнхенское соглашение разрушило существовавшую систему безопасности, гарантированную Чехословакии во Франции, произошёл отказ от помощи Франции и Советского Союза в защите территориальной целостности, подал в отставку президент Эдвард Бенеш. Его сменил Эмиль Гаха, к тому времени председатель Верховного административного суда Чехословакии, намеревавшийся проводить прогерманскую политику умиротворения. После потери укреплений в Судетской области страна осталась беззащитной против Третьего рейха, хотя имела значительные запасы военной техники и заводы оборонной промышленности. Попытка перепродать оборудование Польше и балканским странам была заблокирована Третьим рейхом. Новое чешское правительство, возглавляемое премьер-министром Рудольфом Бераном, начало копировать модель итальянского фашизма, создав Партию национального единства (Strana národní jednoty) и введя цензуру. Деятельность Коммунистической партии Чехословакии и Коминтерна были запрещены. Правительство Второй республики в начале немецкой оккупации ограничило права граждан путём введения антисемитских расовых законов, а указом от 2 марта 1939 года был создан концлагерь для цыган в Лети, а затем концлагерь в Годонине.

### Упразднение
14 марта 1939 года словацкий парламент провозгласил в Братиславе независимость и заявил о создании Словацкой Республики. Это было сделано при содействии Германии и под угрозой немецкого согласия о присоединении Словакии к Венгрии (территорий, включённых в Словакию согласно Трианонскому договору 1920 года). Новое словацкое государство было признано большинством европейских стран и стало страной-сателлитом Третьего рейха.
15 марта 1939 года Гитлер во время визита в Берлин президента Чехословацкой республики Эмиля Гахи заставил его признать создание Протектората Богемия и Моравия и оккупацию страны вермахтом. Протектором был назначен Константин фон Нейрат. Вооружение и военный потенциал чешской армии были переданы Третьему рейху, а в мае 1939 года золото Чехословакии, размещённое на банковском депозите в банках Великобритании, было по просьбе правительства протектората передано в Прагу и впоследствии оказалось в руках Третьего рейха.
Словакия была, в свою очередь, вынуждена подчинять свою внешнюю политику Третьему Рейху и позволила ввести подразделения вермахта на свою территорию (долина реки Ваг), а также принимать участие в сентябрьской кампании на стороне Третьего рейха против Польши.